# (31476) Bocconcelli
(31476) Bocconcelli est un astéroïde de la ceinture principale.

## Description
(31476) Bocconcelli est un astéroïde de la ceinture principale. Il fut découvert le 10 février 1999 à Socorro (Nouveau-Mexique) par le projet LINEAR. Il présente une orbite caractérisée par un demi-grand axe de 2,45 UA, une excentricité de 0,15 et une inclinaison de 3,4° par rapport à l'écliptique.

## Compléments